# Organska poljoprivreda
Organska poljoprivredna proizvodnja, takođe poznata kao ekološka poljoprivreda ili biološka poljoprivreda, oblik je poljoprivrede koji se zasniva na upotrebi rotacije useva, zelenišnog đubrenja, komposta i biološke kontrole insekata. Organska proizvodnja podrazumeva upotrebu đubriva i pesticida (herbicidi, fungicidi i insekticidi) koji se smatraju prirodnim, a isključuje se ili strogo ograničava upotreba sredstava kao što su: sintetička petrohemijska đubriva i pesticidi; regulatori rasta (hormoni); upotreba antibiotika kod žive stoke; genetski modifikovanih organizama, ljudskog kanalizacionog otpada i nanomaterijala. Održivi razvoj, otvorenost, nezavisnost, zdravlje i sigurnost su osnovni razlozi za uvođenje organske proizvodnje.
Metode organske poljoprivredne proizvodnje su međunarodno pravno regulisane i sprovode se od strane mnogih zemalja, a zasnovane su na standardima uspostavljenim od strane Međunarodne federacije pokreta za organsku poljoprivredu (engl. International Federation of Organic Agriculture Movements), međunarodne krovne organizacije za organsku proizvodnju, koja je osnovana 1972. Organska poljoprivreda se može definisati kao „integrisani poljoprivredni sistem koji teži održivosti, poboljšanju plodnosti zemljišta i biološke raznovrsnosti, dok, uz retke izuzetke, zabranjuje sintetičke pesticide, antibiotike, sintetička đubriva, genetski modifikovane organizme i hormone rasta“.
Organska poljoprivreda je nastala početkom 20. veka kao reakcija na brze promene poljoprivredne prakse. Certifikovana organska poljoprivreda zauzima 70 million hectares (170 million acres) širom sveta, sa preko polovine od toga u Australiji. Različite organizacije i danas nastavljaju da razvijaju organsku poljoprivredu. Podstiče se biološka kontrola štetočina, mešoviti usevi i negovanje insekata predatora. Organski standardi su dizajnirani da dozvole upotrebu prirodnih supstanci, dok zabranjuju ili striktno ograničavaju sintetičke supstance. Na primer, pesticidi koji se nalaze u prirodi kao što je piretrin su dozvoljeni, dok su sintetička đubriva i pesticidi generalno zabranjeni. Sintetičke supstance koje su dozvoljene uključuju, na primer, bakar sulfat, elementarni sumpor i ivermektin. Genetski modifikovani organizmi, nanomaterijali, mulj iz kanalizacije ljudi, regulatori rasta biljaka, hormoni i upotreba antibiotika u stočarstvu su zabranjeni. Zagovornici organske poljoprivrede tvrde prednosti u održivosti, otvorenosti, samodovoljnosti, autonomiji i nezavisnosti, zdravlju, bezbednosti hrane i bezbednosti hrane.
Tržište za organsku hranu i druge organske proizvode ubrzano raste od 1990. godine, i 2012. godine je dostiglo vrednost od 63 milijarde dolara.‍:25 Ovakvi zahtevi su doveli do povećanja površina na kojima se primenjuju principi organske proizvodnje. Ovaj rast od 2001. do 2011. iznosi oko 8,9% godišnje. Organska proizvodnja se u 2011. godini primenjivala na približno 37 miliona hektara, što predstavlja oko 0,9% svjetskih obradivih površina. Prema podacima iz 2020. godine, oko 75.000.000 ha (190.000.000 acres) širom sveta se uzgajalo organski, što predstavlja približno 1,6% ukupnog svetskog poljoprivrednog zemljišta.
Organska poljoprivreda može biti korisna za biodiverzitet i zaštitu životne sredine na lokalnom nivou. Međutim, pošto organska poljoprivreda ima manje prinose u poređenju sa konvencionalnom poljoprivredom, potrebno je dodatno poljoprivredno zemljište drugde u svetu, što znači da se prirodno zemljište mora pretvoriti u poljoprivredno zemljište. Ovo može prouzrokovati gubitak biodiverziteta i negativne klimatske efekte koji prevazilaze postignute lokalne ekološke dobiti.

## Istorija
U praistorijsko doba, poljoprivredna proizvodnja se svodila na lovačko-sakupljačku aktivnost. Razlozi za najstariju pojavu zemljoradnje mogu biti klimatske promene ili društveni razlozi. Promena se sigurno desila od lovačko-sakupljačke aktivnosti do poljoprivredne ekonomije kroz dugačak period kada su se pojedine usevi promišljeno zasađivali, a druga hrana se donosila iz divljine. Iako se poljoprivreda razvila u Plodnom polumesecu, poljoprivreda se najkasnije 7000 godine p. n. e. pojavila u jugoistočnoj Aziji (pirinač) i malo kasnije u Srednjoj Americi (kukuruz, bundeva). Poljoprivreda je takođe mogla da nastane nezavisno u ranom neolitu u Indiji i istočnoj Aziji.
Veštačka đubriva su proizvedena početkom XVIII veka. U početku su to bili superfosfati, a kasnije đubriva na bazi amonijaka koja su se masovno proizvodila upotrebom Haber-Bosch-ovog postupka koji je razvijen tokom Prvog svetskog rata. Ova prva mineralna đubriva su bila jeftina, snažna i lako su se transportovala u rinfuzi. Slični napreci su ostvareni u proizvodnji hemijskih pesticida tokom 40-ih godina XX veka. Ove nove tehnologije su, gledano kratkoročno, imale pozitivan efekat, međutim, javio se niz negativnih, dugoročnih posledica kao što su zbijanje zemljišta, erozija i gubitak plodnosti zemljišta. Kasnije se javlja zabrinutost za zdravlje ljudi zbog ulaska otrovnih hemikalija u namirnice.
Krajem XIX i početkom XX veka, zemljišni biolozi su počeli da razvijaju teorije bi se nova dostignuća u biologiji mogla primeniti u poljoprivredi, kao način da se otklone negativne posledice primene hemijskih sredstava, a da se i dalje povećava proizvodnja. U srednjoj Evropi, Rudolf Steiner, čije su Poljoprivredne lekcije (engl. Lectures on Agriculture) objavljene 1925. godine, je započeo biodinamičnu poljoprivredu, ranu verziju onog što mi danas nazivamo organska poljoprivredna proizvidnja.
Tokom kasnih 30-ih i ranih 40-ih godina XX veka, ser Alber Hauard i njegova supruga Gabrijela Hauard, oboje uspešni botaničari, su razvili organsku poljoprivrednu proizvodnju.

## Literatura
- Ableman, M. (1993). From the Good Earth: A Celebration of Growing Food Around the World. HNA Books. ISBN 978-0-8109-2517-5.
- Avery, A (2006). The Truth About Organic Foods. (Volume 1, Series 1). Henderson Communications, L.L.C. ISBN 978-0-9788952-0-4.
- Committee on the Role of Alternative Farming Methods in Modern Production Agriculture, National Research Council. (1989). Alternative Agriculture. National Academies Press. ISBN 978-0-309-03985-7. doi:10.17226/1208.
- Guthman, J. (2004). Agrarian Dreams: The Parodox of Organic Farming in California. Berkeley and London: University of California Press. ISBN 9780520240940.
- Lampkin, N. and S. Padel. (eds.). The Economics of Organic Farming: An International Perspective. Guildford: CAB International. 1994. ISBN 978-0-85198-911-2.
- Organic Agriculture: Sustainabiblity, Markets and Policies. CABI Pub. јануар 2003. ISBN 978-0-85199-740-7.. CABI International. 2003.
- Beecher, N. A., et al. (2002). „Agroecology of birds in organic and nonorganic farmland.” (PDF). Conservation Biology. 16 (6): 1621—30. 2002. Архивирано из оригинала (PDF) 09. 08. 2017. г. Приступљено 21. 12. 2013.
- Brown, R. W. (1999b). „Margin/field interfaces and small mammals”. Aspects of Applied Biology. 54: 203—210.
- Emsley, J. (2001). „Going one better than nature”. Nature. 410 (6829): 633—634. Bibcode:2001Natur.410..633E. doi:10.1038/35070632.
- Gabriel, Doreen; Tscharntke, Teja (2007). „Insect pollinated plants benefit from organic farming”. Agriculture, Ecosystems and Environment. 118 (1): 43—48. Bibcode:2007AgEE..118...43G. doi:10.1016/j.agee.2006.04.005..
- Kuepper, G. and L. Gegner. Organic Crop Production Overview., ATTRA — National Sustainable Agriculture Information Service. August, 2004.
- Paull, J. (2006). „The farm as organism: The foundational idea of organic agriculture”. Journal of Bio-Dynamics Tasmania. 83: 14—18.
- Markandya, A. and S. Setboonsarng. 2008. Organic Crops or Energy Crops? Options for Rural Development in Cambodia and the Lao People's Democratic Republic. ADB Institute Research Policy Brief 29. ADBI, Tokyo.
- Smil, V. (2001). Enriching the Earth: Fritz Haber, Carl Bosch, and the Transformation of World Food. MIT Press. ISBN 978-0-262-19449-5.
- Wheeler, S. A. (2008). „What influences agricultural professionals' views towards organic agriculture?”. Ecological Economics. 65 (1): 145—154. Bibcode:2008EcoEc..65..145W. doi:10.1016/j.ecolecon.2007.05.014.
- Wickramasinghe, Liat P.; Harris, Stephen; Jones, Gareth; Vaughan, Nancy (2003). „Bat activity and species richness on organic and conventional farms: impact of agricultural intensification.” (PDF). Journal of Applied Ecology. 40 (6): 984—93. Bibcode:2003JApEc..40..984W. doi:10.1111/j.1365-2664.2003.00856.x. Архивирано из оригинала (PDF) 5. 11. 2013. г.

## Spoljašnje veze
- Organic Farming на веб-сајту  (језик: енглески)

љ